# Bombylius diegoensis
Bombylius diegoensis är en tvåvingeart som beskrevs av Joseph Hannum Painter 1933. Bombylius diegoensis ingår i släktet Bombylius och familjen svävflugor. Inga underarter finns listade i Catalogue of Life.